# William Michaels
William Mayes "Bill" Michaels (13. juli 1876 - 1934) var en amerikansk bokser som deltog i OL 1904 i St. Louis.
Michaels vandt en bronzemedalje i boksning under OL 1904 i St. Louis. Han kom på en tredjeplads i vægtklassen, sværvægt.